# Dunstan Vella
Dunstan Vella (27 de abril de 1996) es un futbolista maltés que juega en la demarcación de centrocampista para el Floriana F. C. de la Premier League de Malta.

## Selección nacional
Tras jugar con la selección de fútbol sub-17 de Malta, la sub-19 y la sub-21, debutó con la selección de fútbol de Malta el 1 de junio de 2018. Lo hizo en un partido amistoso contra Georgia que finalizó con un resultado de 1-0 a favor del combinado georgiano tras el gol de Guram Kashia.

## Clubes
| Club             | País  | Año       | Partidos | Goles |
| ---------------- | ----- | --------- | -------- | ----- |
| Hibernians F. C. | Malta | 2013-2023 | 196      | 19    |
| Floriana F. C.   | Malta | 2023-     | 56       | 4     |

## Palmarés

### Campeonatos nacionales
| Título                  | Club             | País  | Año  |
| ----------------------- | ---------------- | ----- | ---- |
| Premier League de Malta | Hibernians F. C. | Malta | 2015 |
| Supercopa de Malta      | Hibernians F. C. | Malta | 2015 |
| Premier League de Malta | Hibernians F. C. | Malta | 2017 |
| Premier League de Malta | Hibernians F. C. | Malta | 2022 |
| Supercopa de Malta      | Hibernians F. C. | Malta | 2022 |